# Samuel Barber
Samuel Barber, född 9 mars 1910 i West Chester, Pennsylvania, död 23 januari 1981 i New York, New York, var en amerikansk kompositör. Han är mest känd för sitt Adagio för stråkar (1938), en violinkonsert (1939) samt filmmusik. Redan tidigare, år 1936, hade han erhållit Pulitzerpriset för sina arbeten.
De tidiga kompositionerna kännetecknas av en närmast neoklassicistisk stil, men från mitten av 1940-talet förekommer alltmer av polytonalitet och fri tonalitet.
Å 1958 skrev han operan Vanessa, och ytterligare en opera, Antony and Cleopatra, var färdig 1966.

## Verkförteckning

### Opera
- Vanessa, op. 32, libretto av Gian Carlo Menotti (1957–1958, rev. 1964)
- A Hand of Bridge, op. 35, kammaropera med libretto av Gian Carlo Menotti (1959)
- Antony and Cleopatra, op. 40, baserad på Antonius och Cleopatra  av William Shakespeare med libretto av Franco Zeffirelli (1966, rev. 1975)

### Balett
- The Serpent Heart (1946)
- Cave of the Heart, op. 23, scenversion av baletten Medea (1946–1947)
- Medea, op. 23, balettsvit, orkesterversion av Cave of the Heart (1947)
- Souvenirs, op. 28, balettsvit, i original för fyrhändigt piano (1952)

### Orkesterverk
- Serenade för stråkorkester, op. 1, i original för stråkkvartett (1928)
- Overture to ”The School for Scandal” för orkester, op. 5 (1931)
- Music for a Scene from Shelley för orkester, op. 7, tondikt efter Prometheus Unbound av Percy Bysshe Shelley (1933)
- Symphony No. 1 in One Movement, op. 9 (1936)
- Adagio for Strings för stråkorkester, op. 11a, omarbetning av den långsamma satsen i String Quartet (1938)
- First Essay for Orchestra, op. 12 (1937)
- Second Essay for Orchestra, op. 17 (1942)
- Symfoni nr 2 (Airborn), op. 19 (1943, rev. 1947), sats II omarbetad som Night Flight, op. 19a
- Night Flight, op. 19a, omarbetning av andra satsen i Symfoni nr 2 (1963)
- Horizon för kammarorkester (1945)
- Medea's Meditation and Dance of Vengeance, op. 23a, orkesterutdrag från baletten Medea (1955)
- Intermezzo för orkester ur operan Vanessa (1958)
- Die Natali, Chorale Preludes for Christmas, op .37 (1960)
- Fadograph of a Yestern Scene, tondikt efter Finnegans Wake av James Joyce, op. 44 (1971)
- Third Essay för orkester, op. 47 (1978)

### Musik för blåsorkester
- Commando March i Ess-dur (1943)
- Funeral March (1943)

### Konserter
- Violinkonsert, op .14 (1939)
- Capricorn Concerto för flöjt, oboe, trumpet och stråkorkester, op. 21 (1944)
- Cellokonsert, op. 22 (1945)
- Toccata Festiva för orgel och orkester, op. 36 (1960)
- Pianokonsert, op .38 (1962)
- Canzonetta för oboe och stråkorkester, op. 48 (1978–1981), orkestrerad av Charles Turner 1981

### Kammarmusik
- Gypsy Dance ur The Rose Tree för violin och piano (1922)
- Serenade för stråkkvartett, op. 1 (1928), även arrangerad för stråkorkester (1944)
- Sonata (endast sats III) för violin och piano (1928), övriga satser förlorade/förstörda
- Violinsonat i f-moll, op. 4 (1928), indragen, förlorad eller förstörd
- Suite för klockspel (1931)
- Cellosonat, op. 6 (1932)
- Stråkkvartett, op. 11 (1936), långsamma satsen omarbetad för stråkorkester Adagio for Strings (1937)
- Commemorative March för violin, cello och piano (1941)
- Adventure för flöjt, klarinett, horn, afrikanska och orientaliska slaginstruments och harpa (1954)
- Summer Music for Wind Quintet för flöjt, oboe, klarinett, horn och fagott, op. 31 (1956)
- Chorale for Washington Cathedral för brass och pukor (1960-talet)
- Canzone för flöjt eller violin och piano, op. 38a, tonsättarens arrangemang av sats II i Pianokonserten (1961)
- Mutations from Bach för brass och pukor (1967)

### Orgelmusik
- To Longwood Gardens för orgel (1925)
- Prelude and Fugue för orgel (1927)
- Chorale for a New Organ för orgel (1936)
- "Wondrous Love", Variations on a Shape-Note Hymn för orgel, op. 34 (1959)
- Chorale Prelude on "Silent Night" från Die Natali, op. 37 för orgel (1960)

### Pianomusik
- Melody in F (1917)
- Sadness (1917)
- Largo (1918)
- War Song (1918)
- At Twilight (1919)
- Lullaby (1919)
- 3 Sketches (1923–1924)

1. Love Song
2. To My Steinway
3. Minuet

- Fantasie (written in the style of Joseph Haydn) för 2 pianon (1924)
- Prelude to a Tragic Drama (1925)
- Fresh from West Chester (Some Jazzing) (1925–1926)
- Essay III (1926)
- Interlude No. 1 (Adagio for Jeanne) (1931)
- Interlude No. 2 (1932)
- Excursions – Four Pieces for Piano, op. 20 (1944)
- Pianosonat, op. 26 (1949)
- Souvenirs, balettsvit för fyrhändigt piano (original) eller piano solo eller 2 pianon (även orkestrerad), op. 28 (1952)

1. Waltz
2. Schottische
3. Pas de deux
4. Two-Step
5. Hesitation-Tango
6. Galop

- Nocturne – Homage to John Field, op. 33 (1959)
- After the Concert (1960-talet)
- Ballade, op. 46 (1977)

### Körverk
- Motetto on Words from the Book of Job för (dubbel) blandad kör a cappella med biblisk text ur Jobs bok (1930)
- 2 Choruses, op. 8 (1935–1936)

1. ”The Virgin Martyrs” för damkör a cappella med text av Helen Waddell
2. ”Let Down the Bars, O Death” för blandad kör a cappella med text av Emily Dickinson

- Heaven-Haven, omarbetning för kör av A Nun Takes the Veil från op. 13, text av Gerard Manley Hopkins (1937)
- Agnus Dei (Lamb of God) för kör och orgel eller piano ad libitum (1967), bearbetning för röst av Adagio for Strings (1938)
- God's Grandeur för dubbel blandad kör a cappella med text av Gerard Manley Hopkins (1938)
- Sure on this Shining Night för blandad kör och piano med text av James Agee, bearbetning för kör av sången från op. 13 (1938)
- A Stopwatch and an Ordnance Map för manskör, punkor och brass med text av Stephen Spender, op. 15 (1940)
- Reincarnations för blandad kör med text av Antoine Ó Raifteiri i översättning av James Stephens, op. 16 (1940)
- Prayers of Kierkegaard för sopran, kör och orkester med text av Søren Kierkegaard, op. 30 (1954)
- The Monk and His Cat (1953), körbearbetning från Hermit Songs, op. 29
- Under the Willow Tree för blandad kör och piano, körbearbetning från operan Vanessa (1957–1958)
- Easter Chorale för blandad kör, brass, pukor och orgel (ad libitum) med text av Pack Browning (1965)
- 2 Choruses from "Anthony and Cleopatra", körutdrag från operan Anthony and Cleopatra (1966)

1. ”On the Death of Anthony” för damkör och piano
2. ”On the Death of Cleopatra” för blandad kör och piano

- 2 Pieces för blandad kör a cappella, op. 42 (1968)

1. ”Twelfth Night” med text av Laurie Lee
2. ”To Be Sung on the Water” med text av Louise Bogan

- The Lovers för baryton, kör och orkester baserad på 20 kärleksdikter och en förtvivlad sång av Pablo Neruda, op. 43 (1971)

1. "Mary Hynes"
2. "Anthony O'Daly"
3. "The Coolin (The Fair Haired One)"

### Sånger
- Sometime för röst och piano med text av Eugene Field (1917)
- In the Firelight för röst och piano (1918)
- Isabel för röst och piano med text av John Greenleaf Whittier (1919)
- October-Weather för röst och piano (1920?)
- My Fairlyland för röst och piano med text av Robert Thomas Kerlin (1924)
- 2 Poems of the Wind för röst och piano med text av William Sharp (1924)

1. "Little Children of the Wind"
2. "Longing"

- A Slumber Song of the Madonna för röst och piano med text av Alfred Noyes (1925)
- Fantasy in Purple för röst och piano med text av Langston Hughes (1925)
- 2 Songs of Youth för röst och piano (1925)

1. ”Invocation to Youth” med text av Laurence Binyon
2. ”I Never Thought That Youth Would Go” med text av Jessie B. Rittenhouse

- Ask Me to Rest för röst och piano med text av Edward Hicks Streeter Terry (1926)
- Man för röst och piano med text av Humbert Wolfe (1926)
- Watchers för röst och piano med text av Dean Cornwell (or Edgar Daniel Kramer) (1926
- Music, When Soft Voices Die för röst och piano med text av Percy Bysshe Shelley (1926?)
- Mother, I Can Not Mind My Wheel för röst och piano med text av Walter Savage Landor (1927)
- Thy Love för röst och piano med text av Elizabeth Barrett Browning (1927)
- There's Nae Lark för röst och piano med text av Algernon Swinburne (1927)
- Tre sånger för röst och piano, op. 2

1. ”The Daisies” med text av James Stephens (1927)
2. ”With Rue My Heart Is Laden” med text av A.E. Housman (1928)
3. ”Bessie Bobtail” med text av James Stephens (1934)

- Dover Beach för baryton och stråkkvartett med text av Matthew Arnold, op. 3 (1931)
- Love at the Door för röst och piano med text av John Addington Symonds (1934)
- Serenades för röst och piano med text av George Dillon (1934)
- Love's Caution för röst och piano med text av William Henry Davies (1935)
- Night Wanderers för röst och piano med text av William Henry Davies (1935)
- Of That So Sweet Imprisonment för röst och piano med text av James Joyce (1935)
- Strings in the Earth and Air för röst och piano med text av James Joyce (1935)
- Beggar's Song för röst och piano med text av William Henry Davies (1936)
- Tre sånger för röst och piano med text av James Joyce, op. 10 (1936)

1. ”Rain Has Fallen”
2. ”Sleep Now”
3. ”I Hear an Army” (även orkestrerad)

- In the Dark Pinewood för röst och piano till text av James Joyce (1937)
- Fyra sånger för röst och piano, op. 13 (1937–1940)

1. ”A Nun Takes the Veil (Heaven-Haven)” med text av Gerard Manley Hopkins
2. ”The Secrets of the Old” med text av William Butler Yeats
3. ”Sure on this Shining Night” med text av James Agee (finns även orkestrerad)
4. ”Nocturne” med text av Frederic Prokosch (finns även orkestrerad)

- Två sånger för röst och piano, op. 18 (1942–1943)

1. ”The Queen's Face on the Summery Coin” med text av Robert Horan
2. ”Monks and Raisins” med text av Jose Garcia Villa

- Knoxville: Summer of 1915 för sopran och orkester med text av James Agee, op. 24 (1947)
- Nuvoletta för röst och piano med text av James Joyce, op. 25 (1947)
- Mélodies passagères för röst och piano med text av Rainer Maria Rilke, op. 27 (1950–1951)

1. "Puisque tout passe"
2. "Un cygne"
3. "Tombeau dans un parc"
4. "Le clocher chante"
5. "Départ"

- Hermit Songs för röst och piano, dikter översatta från anonyma irländska texter från 700- till 1200-talet, op. 29 (1953)

1. ”At Saint Patrick's Purgatory”
2. ”Church Bells at Night”
3. ”St. Ita's Vision”
4. ”The Heavenly Banquet”
5. ”The Crucifixion”
6. ”Sea-Snatch”
7. ”Promiscuity”
8. ”The Monk and His Cat”
9. ”The Praises of God”
10. ”The Desire for Hermitage”

- Andromache's Farewell för sopran och orkester med text from Trojanskorna av Euripides, översättning av John Patrick Creagh, op. 39 (1962)
- Despite and Still för röst och piano, op. 41 (1968–1969)

1. ”A Last Song” med text av Robert Graves
2. ”My Lizard (Wish for a Young Love)” med text av Theodore Roethke
3. ”In the Wilderness” med text av Robert Graves
4. ”Solitary Hotel” med text av James Joyce
5. ”Despite and Still” med text av Robert Graves

- Tre sånger för röst och piano, op. 45 (1972)

1. ”Now I Have Fed and Eaten Up the Rose” med text av James Joyce
2. ”A Green Lowland of Pianos” med text av Czesław Miłosz
3. ”O Boundless, Boundless Evening” med text av Christopher Middleton

## Filmmusik (urval)
- 1980 – Elefantmannen (film)
- 1986 – Plutonen (från Agnus Dei)
- 2001 – Amelie från Montmartre

## Diskografi i urval
- Adagio. Los Angeles Filharmoniska orkester. Leonard Bernstein, dirigent. DGG 477 6352 . Inspelat 1982.[2]